# Sabaria perfulvata
Sabaria perfulvata är en fjärilsart som beskrevs av Louis Beethoven Prout 1924. Sabaria perfulvata ingår i släktet Sabaria och familjen mätare. Inga underarter finns listade.